# Ernst Haeckel
Ernst Heinrich Philipp August Haeckel (Potsdam, 16 februari 1834 – Jena, 9 augustus 1919) was een Duits zoöloog en filosoof die het werk van Charles Darwin in Duitsland bekend maakte. Hij was oorspronkelijk arts en later hoogleraar in de vergelijkende anatomie. Haeckel was ook een begenadigd illustrator, zoals blijkt uit zijn boek Kunstformen der Natur.

## Recapitulatietheorie
Haeckel is vooral bekend van zijn recapitulatietheorie en de tekeningen van embryo's, die hij ter illustratie van die theorie maakte. De wet van Haeckel of 'recapitulatietheorie' houdt in dat een organisme tijdens zijn embryonale ontwikkeling tot de uiteindelijke volwassen vorm (ontogenie) alle stadia van zijn evolutie doorloopt. Kort geformuleerd: de ontogenie is een recapitulatie van de fylogenie. 
Zo zag men volgens Haeckel bij zoogdieren eerst een eencelligenstadium, dan een vissenstadium, dan een reptielenstadium, tot en met de huidige vorm. Hoewel er diepgaande evolutionaire overeenkomsten zijn in de ontogenie van organismen, is de recapitulatietheorie een paar flinke stappen te ver gebleken. Ook is gebleken dat Haeckel de tekeningen van embryo's had "aangepast" ter ondersteuning van zijn theorie, waarbij het overigens niet zeker is of hij dat bewust heeft gedaan. De fouten in de tekeningen werden al snel door evolutiebiologen aangetoond. Na erop te zijn gewezen, paste hij de tekeningen aan en publiceerde hij ze opnieuw.
Haeckel was, vooral op latere leeftijd, aanhanger van omstreden theorieën op het gebied der eugenetica, die maakten, dat hij in de ideologie van het nationaalsocialisme een plaats kreeg. Daarom wordt zijn gehele werk sedert de val van het Derde Rijk in 1945 door velen minder bestudeerd, en door wetenschappers, om niet de reputatie van nazi-gezind geleerde te krijgen, minder geciteerd.
Het Phyletisch Museum te Jena, gesticht in 1908 door Ernst Haeckel, is gevestigd in een speciaal daartoe opgericht gebouw in de mede door werk en afbeeldingen van Haeckels hand beïnvloede Jugendstil-architectuur. Het behandelt op ook voor leken begrijpelijke manier de fylogenie, de ontwikkeling van de stamboom van alle fyla, de levende wezens.
In 1894 onderscheidde de Linnean Society of London Haeckel met de Linnean Medal en in 1908 ontving hij van deze organisatie de Darwin-Wallace Medal. In 1900 kreeg hij de Darwin Medal.

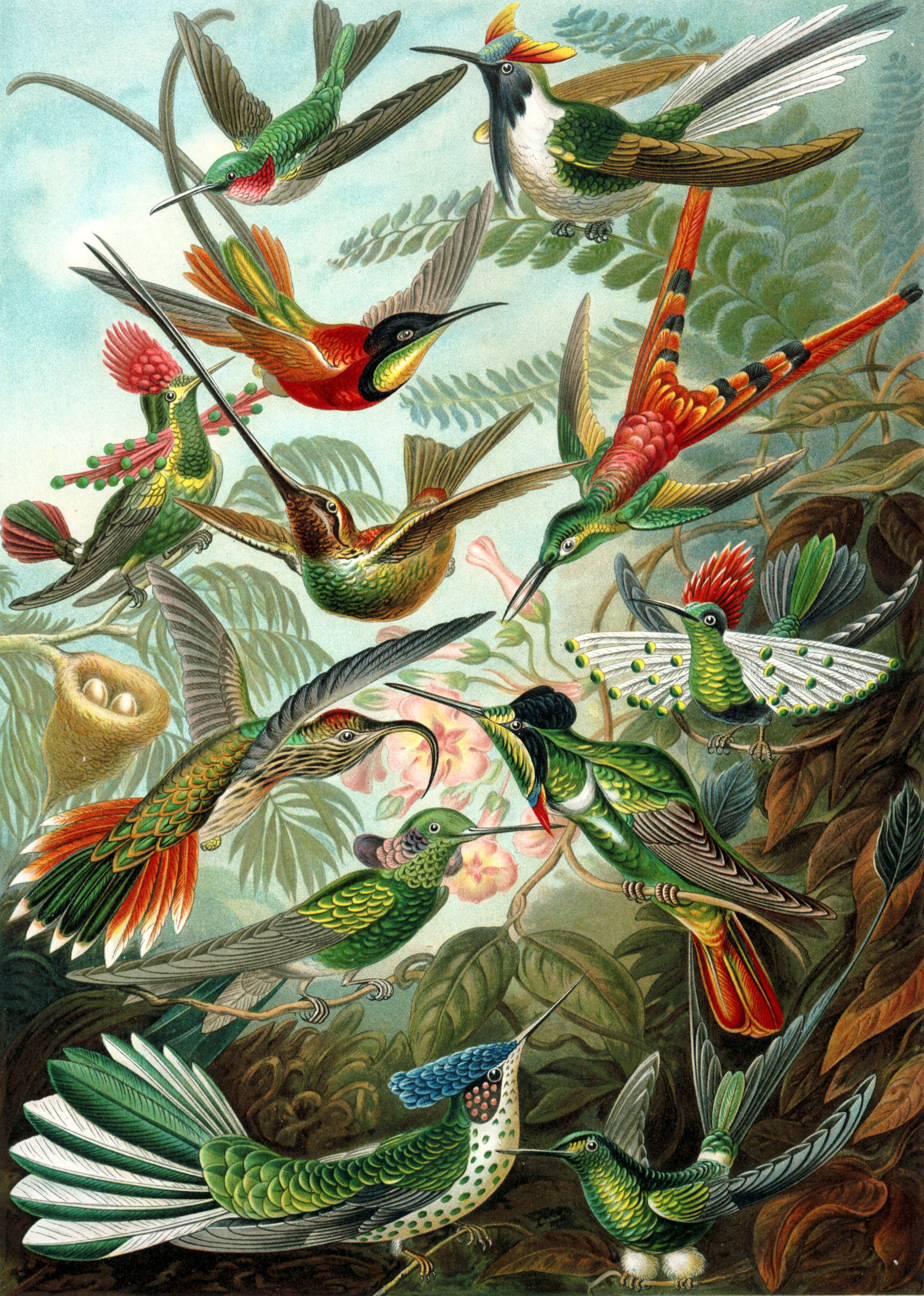
Trochilidae, een van de platen uit de Kunstformen der Natur